# Stückmeister
In der frühen Neuzeit war Stückmeister die Bezeichnung für einen Geschützmeister, der die Bedienung einer oder mehrerer Kanonen befehligte. In der Kaiserlichen Marine war es die Bezeichnung für einen Feldwebeldienstgrad, der auf Linienschiffen und großen Kreuzern Geschützführer eines schweren Schiffsgeschützes war.
Seltener ist die Begriffsverwendung des Stückmeisters für Hersteller von Kanonen die auch von Stückgießern aus der Berufsgruppe von Metall- und Glockengießern angefertigt wurden.
Ebenfalls als Stückmeister wurden im 18. und 19. Jahrhundert jene Handwerksmeister bezeichnet, die ihren Gesellen die Arbeit nach fertiggestellten Stücken bezahlten, beispielsweise in der Herrenkonfektion, und die auch selbst so entlohnt wurden. Es handelt sich um eine Variante der Akkordarbeit und um einen Teilaspekt der Intensivierung der Arbeitsprozesse durch die industrielle Revolution.